# کارلسهولد
کارلسهولد (به آلمانی: Karlshuld) یک شهر در آلمان است که در بایرن واقع شده‌است.

## خصوصیات
کارلسهولد ۲۹٫۰۹ کیلومترمربع مساحت دارد ۳۷۵ متر بالاتر از سطح دریا واقع شده‌است.